# Michael Jakosits
Michael Jakosits, né le 21 janvier 1970 à Deux-Ponts, est un tireur sportif allemand.

## Carrière
Michael Jakosits participe aux Jeux olympiques de 1992 à Barcelone et remporte la médaille d'or dans l'épreuve de la cible mobile 10 mètres .